# Randi Esporte Clube (voleibol masculino)
A Randi Esporte Clube foi uma entidade de voleibol que desenvolveu um trabalho nas categorias de base tanto na variante masculina quanto na feminina, fundado em 1957, com destaque no time profissional masculino que conquistou o título nacional, voleibol amador, em 1969 e qualificou-se para a primeira edição do Campeonato Sul-Americano de Clubes em 1970 sendo o primeiro campeão da história da competição.

## História
Por volta de 1950, Richard Nassif, que foi jogador de voleibol, mudou-se com a família para cidade de Santo André, e ajudou a criar o Randi Esporte Clube, clube que assumiu o voleibol da cidade, com apoio do executivo maior da tecelagem da Artur de Queiroz, o Sr. Hélio Randi. As cores do time eram vermelha, azul e branca, as mesmas do "Casa Branca", contava com uma boa estrutura para a modalidade, possuía no fundo da fábrica uma quadra, além de outra de terra de apropriada para treinamentos.
O Randi tinha sua equipe principal e uma boa categoria de base, elevando o nome da cidade e por muito tempo a cidade foi considerada o berço do voleibol, na época tinha muito preconceito, como relatou em entrevista o ex-jogador do clube Ozires Alves Rodrigues, pois, diziam que o vôlei era esporte feminino, para seu pai ele dizia que ia treinar futebol, com o passar do tempo isso foi diminuindo nas gerações vindouras. Tres nomes se destacaram no clube Lázaro Azevedo Pinto, Richard Nassif e Antônio Carlos Moreno, que foi considerado um dos cinco maiores jogadores de vôlei do mundo.Também vestiram a camisa do clube o levantador e medalhista olímpico William Carvalho, e na mesma posição o técnico José Roberto Guimarães.
Em 1969 disputou a Taça Brasil , nomenclatura do Campeonato Brasileiro na época, conquistando o título, e qualificando-se para o Campeonato Sul-Americano de Clubes de 1970 em Assunção, também sagrando-se campeão.

## Títulos e resultados
- 1 Campeonato Sul-Americano de Clubes:1970[6]

- 1 Campeonato Brasileiro: 1969[5]

- 1 Campeonato Paulista: 1969